# انتقام از آتش
آتش انتقام (به هندی: Badle Ki Aag) فیلمی محصول سال ۱۹۸۲ و به کارگردانی راجکومار کوهلی است. در این فیلم بازیگرانی همچون سونیل دات، درمندرا، جیتندرا، رینا روی، اسمیتا پاتیل، ساریکا، پران، نیروپا روی، قادرخان، شاکتی کاپور، مراد، اوم پراکاش ایفای نقش کرده‌اند.